# Улшпорт
„Улшпорт“ (на немски: Uhlsport) е производител на спортна екипировка. Базира се в Германия и е основана през 1948 г. Продуктите на компанията включват вратарски ръкавици, кори, топки, тренировъчни и официални екипи.
Вратарските ръкавици на „Улшпорт“ имат пореста длан от латекс и поддържащи технологии. Също така имат ръкавици които помагат при мокро време и дъжд.
Компанията доставя екипи на отборите Арда (Кърджали), Левски (Крумовград), Славия (София), Септември (София), Марица (Пловдив), Черно море (Варна), Оксер, Еспаньол, ФК Линкълн Сити, Дуисбург, Бастия, Националния отбор на Ямайка, Националния отбор на Уругвай и Националния отбор на Кувейт. Професионални футболисти като Ханс-Йорг Бут, Франческо Толдо, Карло Кудичини, Грегори Купе, Стоян Колев, Павел Недвед и Хосе Мануел Рейна използват продукти на „Улшпорт“.